# Axyrostola acherusia
Axyrostola acherusia är en fjärilsart som beskrevs av Edward Meyrick 1923. Axyrostola acherusia ingår i släktet Axyrostola och familjen stävmalar. Inga underarter finns listade i Catalogue of Life.